# Italia alla III Universiade
L'Italia ha partecipato alla III Universiade, tenutasi a Porto Alegre nel 1963, conquistando un totale di diciotto medaglie.

## Medagliere per discipline
| Sport            | Oro | Argento | Bronzo | Totale |
| ---------------- | --- | ------- | ------ | ------ |
| Atletica leggera | 2   | 2       | 4      | 6      |
| Tennis           | 1   | 1       | 2      | 4      |
| Nuoto            | 0   | 2       | 1      | 6      |
| Scherma          | 0   | 0       | 3      | 3      |
| Totale           | 3   | 5       | 10     | 18     |

### Dettaglio
| Sport            | Oro                                               | Argento                           | Bronzo                                             |
| ---------------- | ------------------------------------------------- | --------------------------------- | -------------------------------------------------- |
| Atletica leggera | Roberto Frinolli (400 m hs)                       | Giorgio Mazza (110 m hs)          | Livio Berruti (100 m)                              |
| Atletica leggera | Gaetano Dalla Pria (lancio del disco)             | Mauro Bogliatto (salto in alto)   | Livio Berruti (200 m)                              |
| Atletica leggera |                                                   | Salvatore Morale (400 m hs)       |                                                    |
| Atletica leggera | Staffetta 4×100 m maschile                        |                                   |                                                    |
|                  |                                                   |                                   |                                                    |
| Tennis           | Maria Teresa Riedl Giordano Maioli (doppio misto) | Giordano Maioli (singolare)       | Giordano Maioli Stefano Gaudenzi (doppio maschile) |
| Tennis           |                                                   | Maria Teresa Riedl (singolare)    |                                                    |
|                  |                                                   |                                   |                                                    |
| Nuoto            |                                                   | Fritz Dennerlein (200 m farfalla) | Staffetta 4x100 m SL maschile                      |
| Nuoto            | Staffetta 4x100 mista maschile                    |                                   |                                                    |
|                  |                                                   |                                   |                                                    |
| Scherma          |                                                   |                                   | Rudiger Wurtz (spada)                              |
| Scherma          |                                                   | Squadra di maschile               |                                                    |
| Scherma          | Squadra di sciabola maschile                      |                                   |                                                    |